# おっとCHIKAN!
「おっとCHIKAN!」（おっとチカン!）は、おニャン子クラブの4枚目のシングル。1986年4月21日にキャニオン・レコード（現・ポニーキャニオン）から発売された。

## 解説
メインボーカルは、福永恵規、内海和子、城之内早苗、永田ルリ子、横田睦美。
おニャン子クラブ関係では前作から59日後に発売されたシングルで、同ユニット期間（派生ユニット・ソロでの別ユニット同士の期間は除く）では最短期間の発売である。
B面「思い出美人」のフロント・ボーカルは内海和子。

## エピソード
- 満員電車の中で痴漢冤罪を捏造し、自分のストレスを解消しようという歌詞であり、発売後放送が困難となっている作品である（発表当時は、痴漢には微罪として処理されていたが、その後、厳罰化されているのも一因である）。実際歌詞の中には「無実のその手 つかまえて」「この人はCHIKAN!大きな声で」という歌詞がある。
- 2024年2月16日放送のTBS系ドラマ「不適切にもほどがある!」で、主人公が「セーラー服を脱がさないで」を歌うシーンがあり、ネット上で話題となった。同曲の歌詞について触れたネット上のコメントの中には「セーラー服もヤバいけどおっとCHIKAN!も震えるくらい怖い」と『おっとCHIKAN!』の歌詞に言及したものもあった。ネット上では「もちろん良い曲も沢山あった」「言い出したらキリないくらい（秋元）先生は攻めてた昭和」などと、令和とは異なる昭和の時代背景に理解を示すコメントもあった[4]。

## 収録曲
全作詞：秋元康　全編曲：山川恵津子
1. おっとCHIKAN!
  - 作曲：長沢ヒロ
2. 思い出美人
  - 作曲：土屋昌巳

## 収録作品
- スーパーベスト (#1)
- 家宝 (#1)
- おニャン子クラブ ベスト (#1)
- おニャン子クラブA面コレクション Vol.1 (#1)
- おニャン子クラブB面コレクション Vol.1 (#2)
- MYこれ!クション おニャン子クラブBEST (#1)
- 「おニャン子クラブ」SINGLESコンプリート
- Myこれ!チョイス 14 「夢カタログ」+シングルコレクション
- おニャン子クラブ大全集 for HiQualityCD 上・下巻 限定CD-BOX